# 陸上空母離着陸訓練
陸上空母離着陸訓練（りくじょうくうぼりちゃくりくくんれん、英語: Field Carrier Landing Practice）、通称 FCLP は、アメリカ海軍の用語で、空母艦載機が行う、陸上滑走路を空母の飛行甲板に見立ててタッチアンドゴーを繰り返す飛行訓練をいう。FCLPの訳語としては、陸上空母離着陸訓練のほか、陸上艦載機着陸訓練、もしくは陸上模擬着艦訓練などが当てられる。
なお、日本では夜間に行われるFCLPを特に夜間離着陸訓練（やかんりちゃくりくくんれん、Night Landing Practice）、通称 NLP と呼ぶ。この用語は、アメリカ海軍では特に昼夜の訓練を区別していないものの、在日米軍が日本の基地で行うFCLPに関する騒音問題は夜間におけるFCLPが特に問題視されているため、アメリカ海軍と日本政府の間で夜間に行われるFCLPを指すために特に定めたものである。

## 必要性
滑走路長が300m程度しかない空母への離着陸は高い技術を必要とする。現代の空母艦載機は昼夜を問わず出撃するため、空母艦載機パイロットには夜間離着陸訓練が義務づけられている。
パイロットの錬度を維持するためには、一定の頻度で空母艦載機の発着訓練を行う必要がある。空母の入港中には空母甲板上での離着陸訓練が出来ないため、陸上基地の滑走路を使用して夜間離着陸訓練を行われる。訓練は特に空母の出港直前に集中して行われ、滑走路の周囲を複数の機体が旋回しながらタッチアンドゴーが繰り返される。

## 騒音問題

### アメリカ
バージニア州バージニアビーチのオシアナ海軍航空基地では、アメリカ軍の再編による所属航空機の増加と、F-14から排気音の大きいF/A-18への機種変更によって、周辺住民からFCLPへの苦情が大幅に増加し、住民団体から訴訟を起こされている。
アメリカ軍では代替の遠隔地訓練場 (Outlying Landing Field, OLF) を用意し、FCLP訓練を移転させることで住民の負担を軽減させている。遠隔地訓練場の条件として、配備基地から50海里（93km）以内の8,000フィート(2,400m) の滑走路を備える基地が条件とされている。

### 日本
日本では、アメリカ海軍第7艦隊の空母「ミッドウェイ」が横須賀基地を事実上の母港とし、厚木海軍飛行場を艦載機の基地として利用するようになった1973年10月以降から、アメリカ海軍の空母搭載艦載機の訓練に伴う騒音問題が取り上げられるようになってきた。
当初NLPは、三沢基地と岩国基地において行われていたが、厚木から距離が離れているため、1982年から厚木で、翌年からは横田基地でも行われるようになった。2001年度以降は、岩国・横田・三沢基地ではNLPはおこなわれていない。
アメリカ合衆国における事例と同様に、F/A-18の配備によって騒音問題はさらに深刻化し、国の担当者が「人の住むところではない」とのコメントを漏らすまでになった。住民が起こした複数の訴訟では、国の責任は認めるものの、日米安保条約により、アメリカ軍の活動に制約を加えることはできないとの判断が下されている。
騒音問題の抜本的な解決のため、NLPの厚木からの移転が模索された。1983年からは、東京都にある伊豆諸島の三宅島において、大型ジェット機が発着可能な新規空港を建設し、離着陸訓練も移転させることも本格的に検討されたが、三宅村住民の7割が反対する中で、予備調査としての気象観測ポストの設置にも、警視庁機動隊が出動して逮捕者が出るなど大騒動になり、実現しなかった。
1991年8月からは、小笠原諸島の硫黄島にある硫黄島航空基地にて暫定的に移転された。厚木では岩国移転以前は昼間の艦載機訓練、悪天候を理由としたNLP、戦闘機以外のNLP、NLPにはカテゴライズされない艦載戦闘機の夜間訓練も行われていた。在日米軍は厚木から1000km離れている硫黄島における訓練に、不満を抱いており、1985年の日米首脳会談では、厚木から100海里 (185km) 以内に訓練用基地を用意したいとの要望がおこなわれ、以後も同様の要求がおこなわれている。
広島県佐伯郡沖美町（現在の江田島市の一部）の町長は2003年に、瀬戸内海最大の無人島である大黒神島に滑走路を建設し、NLPを誘致する計画を打ち出したが、激しい反発にあい、7日後に沖美町町長が辞任し計画は解消された。
在日米軍再編の一部として、空母艦載機の岩国基地移転が検討され、岩国市では受け入れ賛成派と反対派が対立。最終的な決定は下されていなかったが、2008年2月10日に行なわれた岩国市の市長選で、受け入れ賛成派の福田良彦（元自民党衆議院議員）が当選、空母艦載機の受け入れが決まり、2017年8月から2018年3月にかけて、厚木基地から順次移転し、現在では航空母艦ロナルド・レーガン (空母)艦載機の基地として第5空母航空団のF/A-18E/F、EA-18G、E-2などが、ロナルド・レーガンの横須賀入港時に駐留し、FCLP訓練は硫黄島展開が通常運用の形となっていて、硫黄島展開困難時は三沢、横田、厚木、岩国で代替運用されることが決まっている。
防衛省では、艦載機の岩国移転を視野に入れて、岩国から400km離れた鹿児島県西之表市にある大隅諸島の馬毛島に、FCLP訓練の移転を検討、2019年1月9日、馬毛島を自衛隊訓練場として160億円で買収、2019年3月末までに取得することで地権者と大筋合意した。